# Zoysia japonica
Zoysia japonica, mais conhecida como Grama-Esmeralda ou Grama Silvestre é uma espécie de gramínea rizomatosa e estolhosa . É nativa dos campos costeiros do Sudeste da Ásia e Indonésia, mais especificamente do Japão. Daí a origem do nome científico. 

## Morfologia e características
A Zoysia japonica é robusta, com folhas estreitas, macias e pontiagudas. Esta grama possui coloração verde intensa lembrando a da cor da pedra preciosa Esmeralda, daí o nome popular dessa grama: Grama Esmeralda. Cresce até aproximadamente 0.5 mm em largura, é peluda próxima à base e apresenta inflorescências. Seus pedicelos crescem até aproximadamente 1.75 mm, enquanto seus internódios medem aproximadamente 14 mm de comprimento.
A Z. japonica tem uma textura bastante áspera, se comparada às outras gramíneas do mesmo gênero. Tem alta tolerância à seca e a temperaturas baixas, o que favorece seu uso em jardins. Porém, por necessitar de sol pleno, ela não tolera sombra, e portanto, ela não deve ser plantada em áreas de pomar ou que tenham muitas árvores e construções que impedem a luz solar direta. Esta grama se adapta facilmente em situações de seca prolongada desenvolvendo raízes mais profundas. Apesar de tolerante à temperaturas baixas, suas folhas perdem coloração em caso de geada, ficando com uma cor marrom., possui grande resistência as intempéries e forma um gramado denso.

## Clima e regiões
A Z. japonica necessita de um clima úmido para ser cultivada mas ela é tipicamente encontrada em climas tropicais e subtropicais, bem como em climas temperados, equatoriais e em regiões de clima mediterrâneo.
A Z. japonica era originalmente cultivada na China, Japão e Coreia. 
No Brasil, a Z.japonica é plantada em todo o território nacional sendo utilizada para embelezamento de jardins de residências e áreas comerciais, campos de recreação e esportes, inclusive campos de futebol apesar de, após a Copa do Mundo de 2014, a grama Bermuda ser a preferida desde então, principalente porque a grama Bermuda se regenera mais rapidamente comparada com a grama Esmeralda. 

## Aplicação
A Z. japonica é amplamente usada em jardins e paisagismos residencias, em beiras de piscinas, playgrounds, praças públicas, jardins comerciais de empresas e condomínios. 
Ela também é utilizada em campos esportivos de uso e pisoteio leve a moderado tais como e principalmente em campos de futebol amador, campos de beisebol, campos de tênis e hockey de grama. Em alguns lugares, ela também é utilizada em campos de golfe, porém, neste caso, a grama preferida seja a Grama Coreana.
A grama Esmeralda forma um tapete denso e firme, relativamente resistente ao pisoteio, pragas e ervas daninhas que, pela densidade compacta característica do gramado, encontra dificuldade para crescer. 
Atualmente, ela é utilizada no plantio de terrenos inclinados e barrancos como taludes e em encostas para evitar e conter erosões, substituindo bem a Grama Batatais, que é uma grama nativa, e portanto, sendo menos e menos comercializada por conta do projeto de Lei Federal 10.711/2003 e o Decreto 5.153/2004 que tem como premissa "coibir as atividades lesivas ao meio ambiente, além de garantir a segurança e qualidade aos usuários de mudas e sementes". 

## Comercialização
No Brasil, a Z. japonica ou Grama Esmeralda é cortada em grameiras e geralmente vendida na forma de rolos de 40 cm x 125 cm ou placas de 40 cm x 62,5 cm que pesam 5 a 7 Kg por placa.  
Quando vendida em forma de placas, ela é transportada em pallets em caminhões abertos do tipo truck, bi-truck ou carreta, carregando entre 1000 a 1500 m² dependendo do tipo de caminhão.  

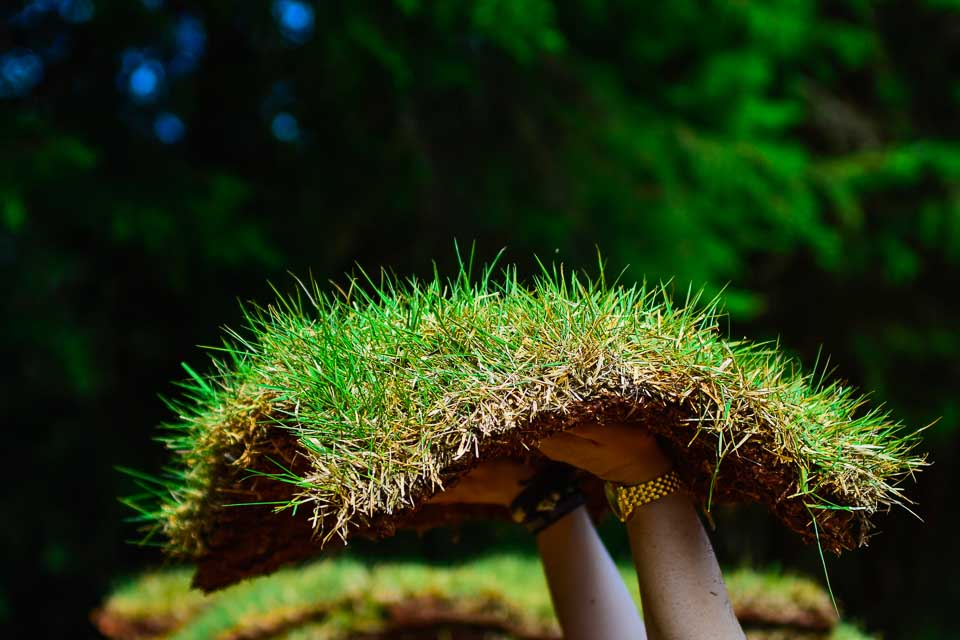
A Zoysia japonica (grama Esmeralda) é comercializada em tapetes de 42 cm x 62,5 cm ou rolos de 42 cm x 125 cm. [https://realgramas.com.br/ (Grama Esmeralda em Itapetininga, São Paulo)

Atualmente, algumas grameiras têm vendido uma variedade da grama Esmeralda denominada grama Esmeralda Premium que nada mais é do que a grama Esmeralda com maior tempo de safra, geralmente com mais de 1 ano e meio. Este tipo de grama possui raiz mais bem formada, o que faz com que ela "pegue" mais rapidamente ao solo após o plantio, as folhas brotem mais rapidamente e assim forme o gramado totalmente fechado, compacto e denso  o que, no final, diminui os custos de manutenção a médio e longo prazos proporcionando o melhor custo-benefício.     

## Plantio
Por ser um tipo de grama relativamente resistente, a Z. japonica pode ser plantada em qualquer época do ano, mesmo no frio do inverno ou no calor do verão. 
Ela deve ser plantada imediatamente após a entrega em um terreno pré-preparado para o plantio, ou seja, livre de desníveis, pedras, sujeiras, ervas daninhas e mato e entulhos. 
Geralmente, esta grama não necessita de adubação prévia do solo mas, dependente do tipo do terreno, caso seja pobre em nutrientes, é recomendada  a consulta de um especialista Agrônomo ou Engenheiro Agrônomo para analisar o solo e fazer a correção necessária. 
Uma vez plantada, colocando-se as placas lado-a-lado, recomenda-se cobrir com terra e a rega da grama deve ser feita diariamente por pelo menos 30 dias. Depois disso, a rega pode ser feita por pelo menos 3x por semana, depois de algumas semanas, pode ser feita pelo menos 1x por semana. Deve-se tomar cuidado para a rega excessiva. 
A poda da grama deve ser feita quando a grama atingir tamanho acima de 5-10 cm, não cortando mais do que 1/3 de sua altura. Algumas pessoas dizem que a grama seca pode chegar a fermentar se não limpa após a poda, porém, a importância da limpeza da grama cortada possui mais fins estéticos, de modo a se ter um gramado sempre bonito. 

## Curiosidades
A grama Esmeralda é o tipo de grama mais vendida e comercializada no Brasil. 
A grama Esmeralda é uma grama versátil e é a grama que mais se adapta a diferentes tipos de solo, clima e usos, além de ser de fácil plantio e manutenção, inclusive resistência a ervas daninhas, e quando se infecta, ela é resistente a tratamentos com herbicidas seletivos. 
A grama Esmeralda plantada no Brasil é na realidade uma planta híbrida de duas espécies de Zoysia: Z. tenuifolia e Z. japonica.